# Proliferacja jabłoni
Proliferacja jabłoni lub miotlastość jabłoni – choroba jabłoni wywoływana przez fitoplazmę Phytoplasma mali.

## Objawy i szkodliwość
Phytoplasma mali to fitoplazma z typu Firmicutes. Jej głównym żywicielem są różne gatunki jabłoni (łac. Malus). Występuje na drzewach jabłoni, na sadzonkach, podkładkach i zrazach. Różne odmiany cechują się różną podatnością, ale występować może prawie na wszystkich.
Najbardziej charakterystycznymi objawami porażenia tą chorobą są czarcie miotły, czyli gęste skupiska pędów. Najczęściej tworzą się one na konarach i może być różna ich ilość na jednym drzewie. Przyczyną ich powstania jest zniszczenie przez fitoplazmę pąków wierzchołkowych, co dla drzewa jest impulsem do tworzenia nowych z tzw. pąków śpiących. Wiosną pąki liściowe porażonych drzew rozwijają się wcześniej niż drzew zdrowych. Rozwijające się z nich liście są mniejsze, silniej piłkowane i zazwyczaj mają większe przylistki. Jabłka mają wydłużoną szypułkę, są mniejsze i spłaszczone. Jednym z pierwszych objawów choroby jest wcześniejsze przebarwianie się liści na czerwono. W szkółkach dobrym wskaźnikiem choroby jest słabo rozwinięty system drobnych korzeni i włośników. Choroba poraża także niektóre kwiaty. Ich płatki korony przekształcają się w nibyliście. Powstają w ten sposób fyllodia. Zniszczenie kwiatów powoduje powtórne kwitnienie jabłoni, co osłabia jej wzrost.
Phytoplasma mali rozmieszczona jest w drzewie nierównomiernie i jej ilość ulega zmianie w ciągu roku. Mogą się zdarzyć lata, w czasie których objawy choroby w ogóle nie wystąpią. Zimą fitoplazma koncentruje się głównie w korzeniach, spada natomiast jej zawartość w konarach. Dzieje się tak wskutek uszkodzenia rurek sitowych. W okresie od kwietnia do maja, gdy w drzewie ruszą soki komórkowe, fitoplazma wraz z nimi z korzeni ponownie poprzez rurki sitowe dostaje się do konarów i liści, osiągając w nich najwyższe stężenie późnym latem lub wczesną jesienią
Drzewa porażone dają mniejszy plon, a zebrane z nich jabłka są drobne, niewybarwione i mają inny smak niż zdrowe. Ponadto porażone jabłonie są bardziej podatne na inne choroby, zwłaszcza na srebrzystość liści, mączniaka prawdziwego i różne zgnilizny kory.

## Rozprzestrzenianie się choroby
Na polu choroba rozprzestrzenia się w sposób naturalny poprzez zrastanie się korzeni oraz przez owady będące wektorem fitoplazmy. Są nimi: skoczek liściowy Philaenus spumarius; Aphrophora alni, Lepyronia coleoptrata, Arhianus interstitialis. Doświadczenia wykazały, że nimfy mogą nabywać patogen i przenosić go w stadium dorosłym. Dorosłe owady zachowują zdolność do przenoszenia fitoplazmy do końca życia. Ostatnio wykazano, że wektorami fitoplazmy są także miodówki Cacopsylla costalis, Cacopsylla mali i Cacopsylla melanoneura. Stwierdzono, że od porażonego drzewa w ciągu 12 lat 73% drzew w sadzie jabłoniowym zostało zainfekowanych, średnio 18% rocznie.
Owady nabywają patogen podczas wysysania soków porażonych drzew. Krąży on w ich hemolimfie i wraz z nią trafia on do gruczołów ślinowych, skąd wstrzykiwany jest do innych drzew. Po zakażeniu wektor zachowuje zdolność do przenoszenia fitoplazmy przez cały okres swojego życia, a zimujące wektory dorosłych skoczków nadal przenoszą fitoplazmę następnej wiosny.
Na rozprzestrzenianie się choroby wpływ ma temperatura. W Niemczech wyższe temperatury sprzyjają wzrostowi fitoplazmy, prowadząc do wysokiej populacji w wierzchołkach drzew i bardziej widocznych objawów. Jednak w cieplejszych rejonach Europy temperatury są już zbyt wysokie dla fitoplazmy. Badania wykazały, ze najlepiej rozwija się w temperaturze 21–24 °C.

## Ochrona
Podstawowe znaczenie ma stosowanie zdrowego materiału rozmnożeniowego. Niezbędne jest również usuwanie chwastów i szkodników owadzich w sadach. Usuwanie odrostów korzeniowych jest środkiem zapobiegawczym mającym na celu ograniczenie rozprzestrzeniania się skoczków i miodówek żyjących na chwastach. Do zwalczania tych owadów rozprzestrzeniających chorobę stosuje się zarejestrowane do tego celu insektycydy. Należy przestrzegać okresu karencji. Aby jak najszybciej wykryć chorobę, należy prowadzić systematyczną lustrację sadu.
Obecnie najskuteczniejszym sposobem zapobieganie tej chorobie jest stosowanie odpornych na nią podkładek.
Candidatus Phytoplasma mali jest organizmem kwarantannowym. Właściciel sadu, w którym się ona pojawi, ma obowiązek zgłosić to do Państwowej Inspekcji Ochrony Roślin i Nasiennictwa. Porażone drzewa należy usunąć z sadu i zniszczyć.